# Китами (станция, Хоккайдо)
Станция Китами (яп. 北見駅 китами эки) — железнодорожная станция в японском городе Китами, обслуживаемая компанией JR Hokkaido.

## История
Станция Китами была открыта 25 сентября 1911 года. С приватизацией JNR она перешла под контроль JR Hokkaido. Поезда «Охотск» и «Тайсэцу» останавливается на этой станции.

## Линии
- JR Hokkaido
  - Главная линия Сэкихоку